# Iodeto de ródio (III)
O iodeto de ródio (III) é um composto inorgânico com a fórmula RhI3. É um sólido preto.

## Preparação
O iodeto de ródio (III) pode ser sintetizado pela reação de iodeto de potássio aquoso com brometo de ródio (III).
RhBr3 + 3KI → RhI3 + 3KBr

## Estrutura
O RhI3 adota o mesmo padrão de estrutura cristalina que o AlCl3 e o YCl<sub id="mwHA">3</sub>. A estrutura consiste em iões iodeto compactos em cubos e iões de ródio que preenchem um terço dos interstícios octaédricos, formando uma camada.

## Reatividade
O iodeto de ródio (III) só é conhecido na forma anidra. Ao contrário dos outros halogenetos de ródio (III), não forma hidratos. No passado, pensava-se que não era possível formar o anião [RhI6]3-  mas, desde então, este já foi preparado por difusão de RhCl3·3H2O através de uma camada de ácido iodídrico em piperazina.